# 에스토니아 자유당
에스토니아 자유당(-自由黨, 에스토니아어: Eesti Vabaerakond)은 에스토니아의 보수주의 정당으로, 중도우파이다. 2014년 설립되었다. 현재 지도자는 안드레스 헤르켈이다.